# Seenotsignal
Seenotsignale sind Signale, die anderen Verkehrsteilnehmern anzeigen, dass sich Menschen oder Schiffe in Seenot befinden. Es handelt sich also um einen Notruf.
Die Notsignale werden durch Seenotsignalmittel abgegeben.

## Seenotsignale
Seenotsignalmittel zeigen anderen durch die Abgabe von Seenotsignalen eine Seenot an. Es gibt Rauchsignale, Flaggensignale, Signalraketen, Lichtsignale, Schallzeichen und andere Notsignale.
Im Allgemeinen werden folgende Farbcodes verwendet:
- rot  (auch:  orange ): Seenotfall
- weiß : Aufmerksamkeitssignal (z. B. um ein anderes Fahrzeug auf dessen Ausweichpflicht hinzuweisen oder von der Bundeswehr/Bundespolizei bei illegaler Einfahrt eines Sportbootes in ein Schießgebiet mit laufendem Schießen: Weiß bedeutet hier „Fahrzeug anhalten“; ein Sicherungsfahrzeug wird das Sportboot, welches sich in das Schießgebiet verfahren hat, hinaus eskortieren)
- grün : undefiniert, kann beispielsweise als Aufhebung eines vorherigen (roten) Seenotsignals verstanden werden

Im Zweifel sind jedoch alle wahrgenommenen potentiellen Seenotsignalmittel unabhängig von deren Farbe ernst zu nehmen. Ist ein Seenotsignal abgegeben worden, obwohl keine Notwendigkeit dafür bestand, haben Helfer unter Umständen Anspruch auf Schadenersatz.
Folgende internationale Seenotsignale werden verwendet (siehe Anhang IV der Kollisionsverhütungsregeln):
- visuell
  - Abfeuern einer Fallschirmleuchtrakete mit rotem Lichtschein
  - Zeigen einer Handfackel mit rotem Feuerschein
  - Zeigen orangefarbener Rauchsignale
  - Abfeuern einer Rakete mit roten Sternen in kurzen Zwischenräumen
  - Setzen des Flaggensignals „NC“ (November Charlie,  Internationales Signalbuch), Flagge „N“ über „C“, s. Flaggenalphabet
  - Langsames synchrones seitliches Heben und Senken der Arme (müde Fliege)
  - Signal im Mast aus einer viereckigen Flagge und darüber oder darunter ein Ball
  - Abgabe des SOS-Signals durch Lichtsignale: kurz kurz kurz lang lang lang kurz kurz kurz ▄ ▄ ▄ ▄▄▄ ▄▄▄ ▄▄▄ ▄ ▄ ▄ 
  - Flammen auf dem Fahrzeug, zum Beispiel brennende Teer- oder Öltonnen
  - Seewasserfärbung
- akustisch
  - Dauerabgabe des Schallzeichens (Nebelhorn)
  - Abgabe von minütlichen Knall-Signalen
- Funk
  - Gesprochenes „Mayday“ auf einem Seefunk-Sprechkanal
  - GMDSS-Seenotmeldung über UKW-Kanal 70, Grenz- oder Kurzwelle (mittels DSC-Controller mit Schiffskennung MMSI, Position, Uhrzeit, Art des Seenotfalles) plus anschließende Seenotmeldung über UKW-Sprechfunkkanal 16 oder eine bzw. mehrere Grenz- oder Kurzwellensprech- oder Telex-Notfrequenzen
  - Zugelassene Zeichen, die über Funk übertragen werden (z. B. Seefunkbojen EPIRB, Datenfunk)
  - Abgabe des SOS-Signals durch Morsen über Funk
  - Notruf über den internationalen Amateurfunkdienst (nicht in den Kollisionsverhütungsregeln erwähnt, aber gesprochenes Mayday und gemorstes SOS sind dort nicht an eine bestimmte Frequenz gebunden, um rechtswirksam zu sein).

Es ist zulässig und sinnvoll, mehrere Notrufe gleichzeitig abzusetzen, beispielsweise zunächst eine Signalrakete abzufeuern und dann per Seefunk eine Mayday-Meldung abzusetzen. Wenn man einen Notruf über DSC-Controller gemäß GMDSS abgesetzt hat, muss – um Verwechselungen vorzubeugen – beim anschließenden Notruf über Sprechfunk oder Funkfernschreiben die MMSI mitgemeldet werden. Der Schiffsführer sollte sich jedoch entscheiden, welche Mittel in der aktuellen Situation angebracht sind. Es ist wenig hilfreich, sämtliche Raketen abzufeuern, wenn keine Aussicht darauf besteht, dass sie jemand sieht. Das Konzept besteht aus zwei Stufen: Mit Fallschirmsignalraketen informiert man weit entfernte Schiffe oder andere Beteiligte darüber, dass ein Notfall vorliegt und weist grob in die Richtung ein, in der sich der Havarist befindet. Mit Handfackel oder Rauchsignal weist man in Sicht befindliche Retter auf die genaue Position hin.

## Gesetzliche Grundlagen
SOLAS regelt die Ausrüstungspflicht für Seenotsignalmittel für die Berufsschifffahrt und für Charter- und Ausbildungsschiffe. Es ist jedoch für jeden Schiffsführer dringend ratsam, derartiges Gerät vorrätig zu halten und mit der Handhabung vertraut zu sein.
In der Seefahrt ist die Anzeige von Notfällen auf See in der Anlage IV der Kollisionsverhütungsregeln und dem internationalen Signalbuch oder dem Handbuch für Suche und Rettung international geregelt.
Die missbräuchliche Verwendung stellt in Deutschland ein Vergehen dar (Missbrauch von Notzeichen gemäß § 145 StGB und/oder Verstoß gemäß Waffengesetz). Der Missbrauch zieht weltweit auch enorme Schadenersatzforderungen nach sich, sofern Außenwirkung entsteht (also beispielsweise Rettungskräfte ausrücken).

### Pyrotechnische Seenotsignalmittel
Der Erwerb und Besitz von pyrotechnischen Seenotsignalmitteln ist in Deutschland streng reglementiert. Die pyrotechnischen Seenotsignalmittel werden in zwei Kategorien unterteilt.

#### KategorieP1

Eine Handfackel

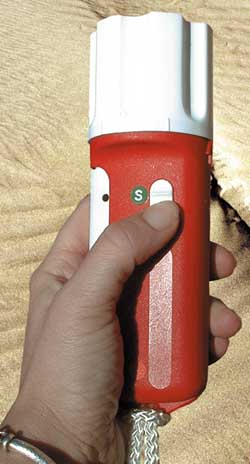
Signalgeber - Solche Signalgeber schießen Leuchtsterne auf eine Höhe von ca. 60 Meter und sind maximal für den Binnenbereich zu empfehlen

Pyrotechnische Seenotsignalmittel, die einmalig aus der Hand abgeschossen werden, unterliegen dem Sprengstoffgesetz und damit der Kategorie P1. Diese Signalmittel darf jede Person über 18 Jahren erwerben.
Zu den pyrotechnischen Seenotsignalmittel der Kategorie P1 gehören z. B.:
- Handfackeln
- Seenotsignalgeber mit einer Steighöhe von bis etwa 80 Metern (Signalgeber und ihre Munition, die nicht dem WaffG unterliegen, z. B. Nico Signalgeber).
- bestimmte Rauchsignale

#### KategorieP2

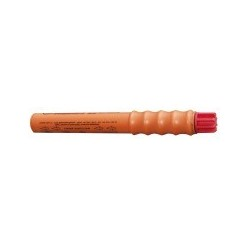
Eine Fallschirmrakete in einem Einwegabschussgerät

Mit dem Fachkundenachweis für Seenotsignalmittel erlangen Inhaber eines Sportbootführerscheins die Berechtigung für den Erwerb von pyrotechnischen Seenotsignalmitteln der Kategorie P2.
Zu den pyrotechnischen Seenotsignalmittel der Kategorie P2 gehören z. B.:
- Signalraketen bzw. Fallschirmsignalraketen mit einer Steighöhe von bis zu 300 Metern
- bestimmte Rauchsignale (meist in der Berufsschifffahrt)

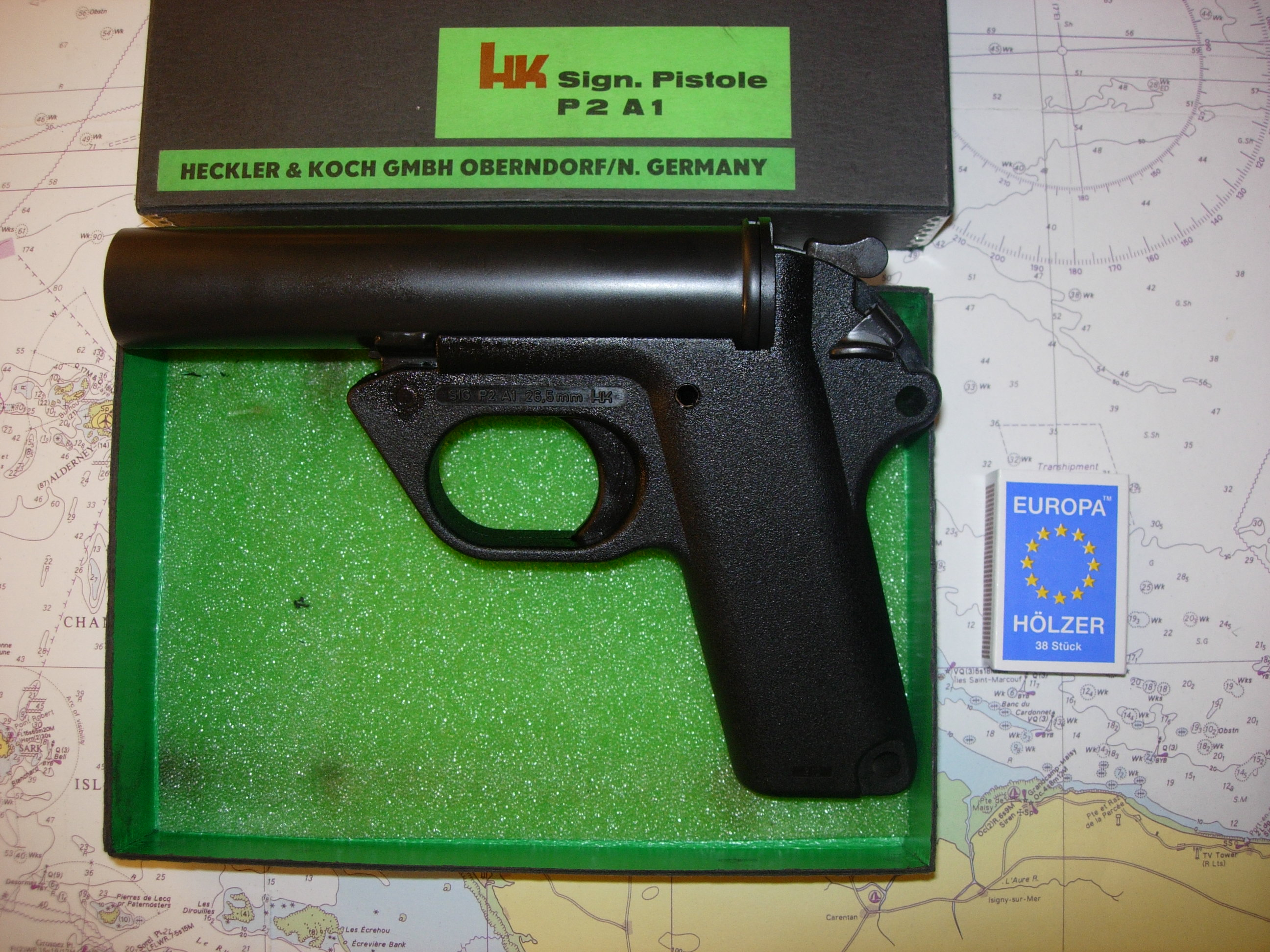
Eine Signalpistole

Abschussgeräte und entsprechende Munition, die nicht erlaubnisfrei zu erwerben sind, wie der Seenotsignalpistole Kaliber 4 (26,5 mm), unterliegen dem Waffengesetz. In diesem Fall ist für den Besitz und Erwerb eine Waffenbesitzkarte erforderlich. Zum Erlangen dieser ist der Sachkundenachweis für Seenotsignalmittel erforderlich.

#### Erlaubnisfreie Waffen (PTB)
Erlaubnisfreie Abschussgeräte sind durch das Zulassungszeichen PTB im Kreis gekennzeichnet, was erlaubnispflichtige Abschussgeräte nicht tragen. Einer Erlaubnis zum Führen von Waffen bedarf nicht, wer eine Signalwaffe „als verantwortlicher Führer eines Wasserfahrzeugs auf diesem Fahrzeug oder bei Not- und Rettungsübungen führt“.